# Iuri Averbakh
Iuri Averbakh (rus: Юрий Львович Авербах)  (Kaluga, 8 de febrer de 1922 - Moscou, 7 de maig de 2022) fou un jugador i escriptor d'escacs rus, que va jugar la major part de la seva carrera sota bandera soviètica. Durant molts anys fou el Gran Mestre viu més vell.

## Biografia
El seu pare fou un jueu alemany, i els seus avantpassats procedien d'Alemanya, amb el cognom Auerbach, que significa aproximadament «rierol de prat». La seva mare era russa. Ambdues parelles d'avis varen desaprovar el casament perquè el pare era pràcticament ateu, mentre que la mare era ortodoxa, així com al fet que la seva àvia materna va morir molt jove, així que la seva mare s'esperava tenir cura de la família. Averbakh s'anomenava a ell mateix fatalista.

### Resultats destacats en competició
El primer gran èxit fou un primer lloc al Campionat de Moscou de 1949, per davant de jugadors com Andor Lilienthal, Iàkov Estrin i Vladimir Simagin. Va esdevenir Gran Mestre el 1952. El 1954 va guanyar el Campionat de la Unió Soviètica, per davant de jugadors com Mark Taimanov, Víktor Kortxnoi, Tigran Petrossian, Iefim Hèl·ler i Salo Flohr. Al campionat de 1956 hi acabà empatat al primer lloc amb Taimanov i Borís Spasski al torneig principal, tot i que fou segon després del desempat. Posteriorment, al filla d'Averbakh, Jane, es casaria amb en Taimanov. D'altres victòries importants d'Averbakh foren a Viena 1961 i Moscou 1962.
El 1952 participà en l'Interzonal de Saltsjöbaden, on hi fou 5è (el guanyador fou Aleksandr Kótov), un resultat que el va classificar pel torneig de Candidats de 1953 a Zúric (la darrera instància per determinar l'aspirant al Campionat del món), i hi va acabar empatat al desè lloc, entre quinze participants (el guanyador fou Vassili Smislov). També es va classificar per l'Interzonal de 1958 a Portorož, quan acabà en quarta posició al Campionat de l'URSS de 1958 a Riga. A Portorož, assolí empatar als llocs setè a onzè, amb mig punt menys dels que calien per avançar al Torneig de Candidats.

### Estil de joc
El seu estil sòlid era difícil de superar per molts jugadors d'estil d'atac, tal y com ell va escriure: :"...Nejmetdínov, quan atacava podia carregar-se qualsevol, fins i tot Tal. Però el meu marcador contra ell era quelcom semblant a 8½–½ perquè jo no li donava cap possibilitat per jugar una partida activa. En aquests casos ell podia immediatament començar a espatllar la seva posició perquè només cercava complicacions."

### Obres
Averbakh ha estat també un teòric dels estudis de final. Ha publicat més de 100 estudis, molts dels quals han fet notables contribucions a la teoria de finals. El 1956 la FIDE li va atorgar el títol de Jutge Internacional per Composicions d'escacs i el 1969 esdevingué Àrbitre Internacional.
Averbakh fou també un important periodista i escriptor d'escacs. Va editar les publicacions soviètiques Xàkhmati v SSSR i Xàkhmatni Biul·letén. Des de 1956 a 1962 va editar (amb Vitaly Chekhover i d'altres) una antologia en quatre volums sobre finals, Shakhmatnye okonchaniya (revisada el 1980-84 i traduïda a l'anglès com a Comprehensive Chess Endings, en cinc volums).

### Contribució a la teoria d'obertures
Averbakh és l'epònim de diverses variants d'obertura.
- Defensa índia de rei: variant Averbakh (E73): 1.d4 Cf6 2.c4 g6 3.Cc3 Ag7 4.e4 d6 5.Ae2 0-0 6.Ag5
- Defensa índia de rei: sistema semi-Averbakh (E73): 1.d4 Cf6 2.c4 g6 3.Cc3 Ag7 4.e4 d6 5.Ae2 0-0 6.Ae3
- Defensa moderna: variant Averbakh (A42): 1.d4 g6 2.c4 Ag7 3.Cc3 d6 4.e4

## Altres

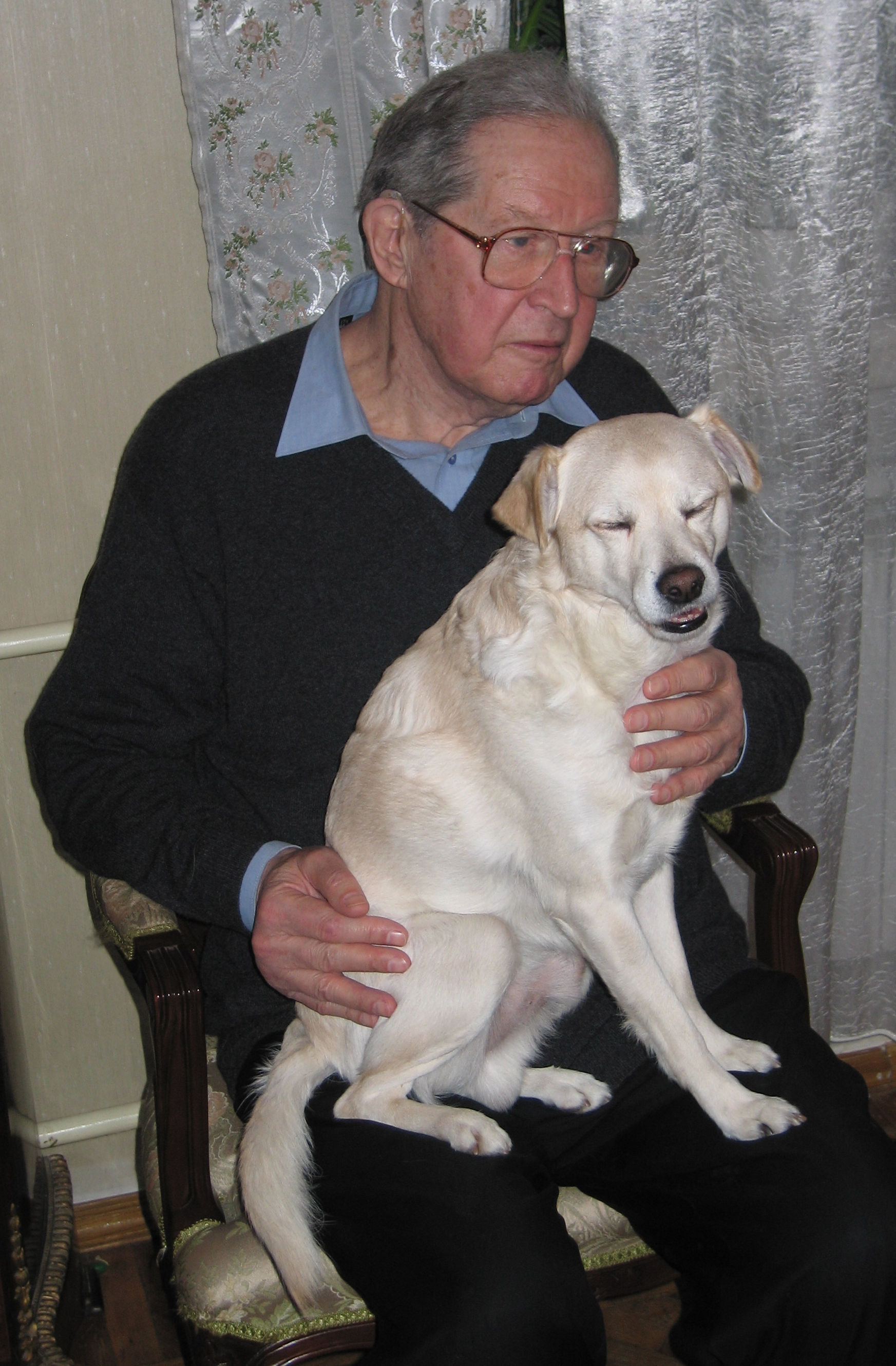
Averbakh el 2007

Als 1960, Averbakh va treballar per la revista soviètica Znanie - sila (Coneixement és poder), que publicava històries de ciència i de ciència-ficció, i un cop fins i tot va jugar una exhibició de simultànies contra representants de l'important òrgan de censura estatal 'Glavlit'. Un company digué que havia pregat abans de començar "Iuri, sigues valent i perd!"

## Premis i guardons
- Orde de l'Amistat dels Pobles (1981)
- Medalla dels Treballadors Distingits (1957)
- Medalla de la Distinció Laboral (1970)
- Medalla del Centenari de Lenin (1970)

## Llibres
- Chess Endings: Essential Knowledge, by Yuri Averbakh, 1966, 1993, Everyman Chess, ISBN 1-85744-022-6.
- Comprehensive Chess Endings 1: Bishop Endings, Knight Endings by Averbakh and Chekhover, 1983, Pergamon, ISBN 0-08-026900-1
- Comprehensive Chess Endings 2: Bishop vs Knight Endings, Rook vs Minor Piece Endings by Averbakh, 1985, Pergamon, ISBN 0-08-026901-X
- Comprehensive Chess Endings 3: Queen Endings by Averbakh, 1986, Pergamon, ISBN 0-08-026904-4
- Comprehensive Chess Endings 4: Pawn Endings by Averbakh and Maizelis, 1987, Pergamon, ISBN 0-08-032043-0
- Comprehensive Chess Endings 5: Rook Endings by Averbakh, 1987, Pergamon, ISBN 0-08-032048-1
- Chess Tactics for Advanced Players, by Averbakh, 1985, Pergamon, ISBN 0-87568-218-9
- Chess Tactics for Advanced Players, by Averbakh, 2008, Lebate, ISBN 978-0-87568-219-8
- Centre-Stage and Behind the Scenes: A Personal Memoir
- Chess Middlegames: Essential Knowledge
- Averbakh's Selected Games
- Rook v Minor Piece Endings
- The World Chess Championship, with Mark Taimanov
- Small Chess Dictionary